# Cerkev Marijinega vnebovzetja, Smolensk
Cerkev Marijinega vnebovzetja (rusko Собо́р Успе́ния Пресвято́й Богоро́дицы - Sobor Uspeniâ Presvetoj Bogorodici), ki dominira z griča nad mestom Smolensk v Rusiji, je bila glavna cerkev smolenske škofije že 800 let. Je saborna cerkev Smolenske metropolije Ruske pravoslavne cerkve. Postavljena je bila na prelomu 17. in 18. stoletja v spomin na junaško obrambo Smolenska v letih 1609-1611 na mestu istoimenske cerkve iz 12. stoletja. Glavni prestol je posvečen v čast Vnebovzetja Blažene Device Marije. V notranjosti sta ohranjena ikonostas in dekoracija v slogu kijevskega baroka.
Ansambel vključuje tudi vhodno cerkev Bogojavljenja z lesenim zaključkom (1785-1787), namenjeno bogoslužju v hladni sezoni, zvonik (1767-1772; arhitekt Pjotr Obukhov) in kompleks škofovskega dvorišča, ki je južno s cerkvijo Janeza Krstnika (1699-1703, prezidana v 1780-ih).

## Monomahova cerkev
Prvo zidano cerkev na tem mestu, posvečeno Vnebovzetju Presvete Bogorodice, je začel graditi Vladimir Monomah leta 1101. Veliko stavbo s šestimi stebri, podobno Monomahovi cerkvi v Vladimiru, so dokončali po več desetletjih. Končno je bila posvečena v času vladavine Vladimirjevega vnuka Rostislava Smolenskega leta 1150. V naslednjih 500 letih je cerkev preživela številne vojne in požare. Še posebej resna je bila škoda, povzročena med velikim obleganjem Smolenska (1609–1611). Kamnita cerkev, ki jo je ustanovil Vladimir Monomah v Smolensku, je ostala edina kamnita cerkev v mestu skoraj pol stoletja, kar je zaznamovalo začetek monumentalne arhitekture Smolenske kneževine.
Vladimir Monomah je iz Černigova prenesel ikono Matere božje Hodegetrije, podedovano od svoje matere, v cerkev Marijinega vnebovzetja v Smolensku. V zvezi s tem je ikona dobila ime Smolenska ikona Matere božje.
Po uradni legendi so se preostali branilci mesta zaprli v cerkev in nato 3. junija 1611 zažgali smodnik v skladišču streliva v kleti cerkve. Eksplozija, ki je sledila, je povzročila, da se je zrušila streha in pobila ljudi v notranjosti, ki so imeli raje smrt kot pa ujetništvo pri Poljakih. Ni pa jasno, kaj se je v resnici zgodilo, razen da je skladišče streliva v kleti res eksplodiralo. V srednjeveški Rusiji ni bilo nič nenavadnega, da so civilisti iskali zatočišče v cerkvah, ko je bilo mesto zavzeto, zato so bili v tej eksploziji verjetno umrli civilisti in ne branilci. Kaj je povzročilo eksplozijo, bo verjetno za vedno ostalo odprto vprašanje: lahko bi šlo za samomor v slogu Masade, lahko pa je bila tudi nesreča.
Vendar je stara cerkev preživela eksplozijo. 9. septembra 1627 je škof Lew Rzewuski prosil Leva Sapieho, naj prepreči pretvorbo »500 let stare cerkve« v rimskokatoliško cerkev, kar bi kršilo pogoje predaje Smolenska Poljakom leta 1611. Na gravuri iz leta 1636 je cerkev predstavljena kot pokrita z začasno leseno streho.
Potem ko so carji ponovno zavzeli Smolensk in ga v mirovni pogodbi leta 1667 priznali kot Rusijo, je bil ruski vojvoda knez Repnin pooblaščen, da pregleda cerkev in pripravi seznam nujnih popravil. Leta 1673 je bil smolenski nadškof pooblaščen, da obnovi streho in kupole, ne da bi poškodoval prvotne stene. Starodavne opeke pa so se izkazale za preveč dotrajane, da bi jih lahko koristno uporabili. Stara cerkev je bila v celoti porušena med 5. majem in 13. julijem 1674.

## Nova cerkev
Sedanja stavba s šestimi stebri in petimi kupolami je bila zgrajena v obdobju skoraj 100 let zaradi napak v prvotni zasnovi in njeni izvedbi – na neki točki se je zrušila ena od sten – vendar je bila končno dokončana leta 1772. Baročna stavbna zasnova je impresivna, še posebej, če pogledamo navzgor od podnožja stene. Gledano z določenih lokacij je pogosto videti, kot da visi v zraku, saj je na hribu, obdanem z drevesi, ki skrivajo podnožje stavbe.
Eden najbolj opaznih pogledov je v notranjosti in sicer ikonostas, ki ločuje oltar od ladje, in stoji skoraj v celotni višini notranjega prostora. Na njem so ikone in presledki z zapletenimi pozlačenimi lesenimi okraski, vključno s figurami kerubinov in stebri, prepletenimi z vejami vinske trte.
Po lokalni legendi je Napoleon Bonaparte, ko je leta 1812 padel Smolensk pred francosko vojsko, vstopil v cerkev, pogledal navzgor proti oltarni steni in izjavil, da bo osebno ubil tistega, če si bo kateri od njegovih vojakov drznil kar koli ukrasti. Cerkev je med drugo svetovno vojno utrpela ogromno škodo, ko je v velikem požaru umrla čudodelna ikona Bogorodice Smolenske iz 11. stoletja.
Cerkev se pojavi v romanu Christiana Bota iz leta 2013 Ko smo bili junaki v kontekstu bitke pri Smolensku leta 1812.